# Clephydroneura nigrata
Clephydroneura nigrata är en tvåvingeart som beskrevs av Shi 1995. Clephydroneura nigrata ingår i släktet Clephydroneura och familjen rovflugor.
Artens utbredningsområde är Yunnan (Kina). Inga underarter finns listade i Catalogue of Life.